# ريكاردو غونزاليس فونسيكا
ريكاردو غونزاليس فونسيكا (بالإسبانية: Ricardo González Fonseca)‏ (و. 1974  م) هو لاعب كرة قدم، ومدرب كرة قدم، من كوستاريكا، ولد في سان خوسيه، كوستاريكا، يلعب كحارس مرمى.

## روابط خارجية
- ريكاردو غونزاليس فونسيكا على موقع الاتحاد الدولي (مؤرشف)  (الإنجليزية)
- ريكاردو غونزاليس فونسيكا على موقع قاعدة بيانات كرة القدم.إي يو (الإنجليزية)
- ريكاردو غونزاليس فونسيكا على موقع ناشيونال فوتبول تيمز (الإنجليزية)
- ريكاردو غونزاليس فونسيكا على موقع Soccerway.com (الإنجليزية)